# Caotung
A caotung iskola (kínai: 曹洞宗, pinjin: Cao-tung cong) a kínai buddhista csan egyik ága, amelyet úgy is mondanak, hogy a csan öt háza közül az egyik.

## Története
A caotung iskolát Tung-san Liang-csie (807-869) és örököse Csao-san Pen-csi (840-901, japán: Szózan Hondzsaku) alapította. Tung-san a hagyományvonalat Si-tou Hszi-csian (700-790) tudósig vezette vissza, aki Ma-cu Tao-ji (709–788) kortársa volt.
A 11. században a caotung iskola majdnem teljesen megszűnt. Ta-jang Csing-hszüan (942-1027), a caotung átadásvonal utolsó tartója Fu-san Fa-jüan, egy lin-csi iskolához tartozó Fa-jüannak adta át a vonalat, aki pedig saját tanítványának Tou-ce Ji-csingnek (1032-1083),, aki Csing-hszüan halála után öt évvel született.
Az északi Szung-dinasztia (960-1127) idején a caotung nem volt népszerű a társadalmi elit körében. A lin-csi és a jünmen voltak a csan legdominánsabb iskolái. Tou-ce Ji-csing tanítványa, Fu-rong Tao-kaj (1043-1118) sikeresen felélesztette a caotung iskolát. Az ő „dharma unokája” Hung-cse Cseng-csue (1091-1157) igen népszerűvé vált értelmiségi körökben a déli Szung-dinasztia (1127-1279) korában, amikor az uralkodó társadalomra gyakorolt hatása lecsökkent, és a csan iskolák polgári támogatás mellett működtek.
1227-ben Dógen Zendzsi, korábbi tendai gyakorló, caotung buddhizmust tanult Tian-tung Ru-csingtől, majd visszatért Japánba és megalapította a szótó szektát.